# Fleury-la-Rivière
Fleury-la-Rivière település Franciaországban, Marne megyében. Lakosainak száma 520 fő (2022. január 1.). Fleury-la-Rivière Chaumuzy, Belval-sous-Châtillon, Cormoyeux, Damery, Nanteuil-la-Forêt és Romery községekkel határos.

## Népesség
A település népességének változása:
| Lakosok száma | 465  | 412  | 449  | 500  | 506  | 515  | 516  | 518  | 519  | 520  |
|               | 1968 | 1982 | 1990 | 2006 | 2013 | 2015 | 2017 | 2019 | 2020 | 2022 |